# Liste der Kellergassen in St. Margarethen an der Sierning
Die Liste der Kellergassen in St. Margarethen an der Sierning führt die Kellergassen in der niederösterreichischen Gemeinde St. Margarethen an der Sierning an.

## Liste
| Foto |                 | Kellergasse | Standort              | Beschreibung |
| ---- | --------------- | ----------- | --------------------- | --- |
| ja   | Datei hochladen |             | KG: Linsberg Standort | Das kleine Kellerensemble aus Kellern in Schildmauerform befindet sich an einer Geländekante am südwestlichen Rand der Katastralgemeinde Linsberg, am nördlichen Rand der Ortschaft Wieden. |

| Foto:                    | Fotografie der Kellergasse (Gesamtheit). Klicken des Fotos erzeugt eine vergrößerte Ansicht. Daneben finden sich zwei Symbole: \| Weitere Bilder vorhanden \| Das Symbol bedeutet, dass weitere Fotos des Objekts verfügbar sind. Durch Klicken des Symbols werden sie angezeigt. \| \| Eigenes Foto hochladen \| Durch Klicken des Symbols können weitere Fotos des Objekts in das Medienarchiv Wikimedia Commons hochgeladen werden. \| |
| Name:                    | Bezeichnung der Kellergasse |
| Standort:                | Es ist die Katastralgemeinde (KG) angegeben. Durch Aufruf des Links Standort wird die Lage der Kellergasse in verschiedenen Kartenprojekten angezeigt. |
| Beschreibung             | Kurze Beschreibung der Kellergasse |
| Weitere Bilder vorhanden | Das Symbol bedeutet, dass weitere Fotos des Objekts verfügbar sind. Durch Klicken des Symbols werden sie angezeigt. |
| Eigenes Foto hochladen   | Durch Klicken des Symbols können weitere Fotos des Objekts in das Medienarchiv Wikimedia Commons hochgeladen werden. |

- Karte mit allen Koordinaten:
- OSM |
- WikiMap